# Béat Fidèle Antoine Jean Dominique de la Tour-Châtillon de Zurlauben
Béat Fidèle Antoine Jean Dominique de la Tour-Châtillon de Zurlauben (Zugo, 4 agosto 1720 – 13 marzo 1799) è stato un militare e storico svizzero, figlio di Béat Louis de la Tour-Châtillon de Zurlauben (che combatté in un reggimento svizzero le guerre delle Fiandre e nel 1708 partecipò alla battaglia di Oudenaarde), luogotenente generale delle armate francesi, consigliere del re, libero associato all'Académie royale des inscriptions et belles-lettres (nel 1750), membro straordinario della società di storia naturale di Zurigo e dell'Arcadia di Roma.

## Biografia

### Carriera militare
Ammesso al numero di gentiluomini pensionanti del Collège des Quatre-Nations, è stato affidato al famoso Charles Rollin, che era amico intimo del generale Béat François Placide de la Tour-Châtillon de Zurlauben suo zio. Dopo aver completato i suoi studi, fece, nel reggimento di Zurlauben, campagne nelle Fiandre e nel Reno a partire dal 1742. Si distinse come comandante della prima compagnia nelle battaglie di Fontenoy e Raucoux e negli assedi di Tournai, di Oudenaarde e Maastricht. Nominato nel 1748, brigadiere delle armate del re, ottenne una compagnia del reggimento Zurlauben sostituendo suo zio, il colonnello del reggimento. Nel 1762, ha difeso con la sua brigata la trincea di Melsungen sulla Fulda, e respinto, con coraggio tre attacchi in tre giorni. Nel 1780, ha ottenuto il congedo con il grado di tenente generale, la croce dell'Ordine di San Luigi ed una pensione di 12.000 franchi.

### Storico della Svizzera
Si ritirò in una casa di campagna che aveva vicino a Zug in modo da concentrarsi nello studio della storia e delle antichità del suo paese. In questo rifugio tranquillo morì all'età di 79 anni. Con lui si estinse la linea maschile dell'antica famiglia Zurlauben.
Già, all'inizio dei suoi studi, aveva composto, presumibilmente sotto la direzione di suo zio, una storia militare della Svizzera, annunciata nel 1749 e pubblicata con il titolo Histoire militaire des Suisses au service de la France, avec les pièces justificatives dédiée à S. A. R, Mgr de Dombes, colonel général des Suisses et Grisons, Parigi, 1751 - 1753, 8 vol. in-12. Ha fatto conoscere l'antica costituzione della Repubblica Elvetica, la posizione e la topografia dei cantoni e dei loro alleati, e scrive quindi la storia della repubblica dal suo inizio fino al 1450. Essa indica, in ordine cronologico, le Capitolazioni tra la Francia e la nazione svizzera, che lo porta al suo soggetto, che è la storia delle truppe svizzere al servizio della Francia. Dopo aver detto ciò che era un colonnello generale degli Svizzeri e Grigioni, spiega i poteri e dà un cenno sui principi e signori che venivano investiti. Poi entra nel dettaglio dello stesso reggimento di guardie svizzere e sugli gli ufficiali superiori di quel corpo. Poi passò a descrivere i reggimenti che i capitani delle guardie svizzere possedevano in proprietà, e mostrò in quali battaglie, azioni o eventi di guerra erano stati coinvolti questi organismi, gli ufficiali e soldati particolarmente distisi dal primo trattato con la Francia. Alla fine del suo libro, l'autore offre una raccolta di ordini del giorno, lettere patenti con le quali i re di Francia avevano deciso di premiare il coraggio, la dedizione, la lealtà e servigi delle guardie svizzere e dei loro reggimenti. Tutti questi particolari sono accompagnati da una segnalazione di libri o di archivi a cui ha attinto l'autore.

## Opere
- (FR) Onosander, Le Général d'armée, ouvrage traduit du Grec par m. le baron de Zur-Lauben, À Paris, chez Vincent imprimeur-libraire, 1757.
- Mémoires et lettres de Henri de Rohan, sur la guerre de la Valteline, publiés pour la première fois et accompagnés d'observations historiques, Genève, (Paris), 1758, 3 vol. in dodicesimo. Questa edizione è preceduta da una prefazione contenente una nota sul Duca di Rohan. L'autore lo difende contro le critiche che a questi furono mosse come militare. Alla fine si trovano sulla famiglia Rohan dei dettagli talmente singolari su cui Zurlauben non afferma niente che non sia suffragato da autorità eminenti.
- Code militaire des Suisses, pour servir de suite à l'Histoire militaire des Suisses au service de la France, Paris, 1758-1764, 4 vol. in dodicesimo
- Principes du droit public d'Allemagne, par Mascow, traduits du latin en français, Paris.
- Histoire diplomatique des commanderies de l'ordre de Saint-Lazare à Séedorf et Gefenn, en Suisse (allemand), 1769, in folio.
- Différentes pièces du Theuerdank, poème héroïque, appartenant aux anciens temps de la poésie allemande, traduites en français, avec des remarques, Paris 1776.
- Bibliothèque militaire, historique et politique, Paris, in dodocesimo con illustrazioni. L'autore vi ha inserito nuovamente la Science du général d'armée, di Onosandro.
- Mémoires et lettres de Henri de Rohan, sur la guerre de la Valteline, publiés pour la première fois et accompagnés d'observations historiques, Genève (Paris), 1758, 3 vol. in dodicesimo. Questa edizione è preceduta da una prefazione contenente una nota sul Duca di Rohan. L'autore lo difende contro le critiche che a questi furono mosse come militare. Alla fine vi sono sulla famiglia Rohan dei dettagli talmente singolari su cui Zurlauben non afferma niente che non sia suffragato da fonti autorevoli.
- Code militaire des Suisses, pour servir de suite à l'Histoire militaire des Suisses au service de la France, Paris, 1758-1764, 4 vol. in dodicesimo
- Principes du droit public d'Allemagne, par Mascow, traduits du latin en français, Paris.
- Histoire diplomatique des commanderies de l'ordre de Saint-Lazare à Séedorf et Gefenn, en Suisse (tedesco), 1769, in folio.
- Différentes pièces du Theuerdank, poème héroïque, appartenant aux anciens temps de la poésie allemande, traduites en français, avec des remarques, Paris 1776, con illustrazioni. L'autore vi ha nuovamente inserito la Science du général d'armée di Onosandro.
- Mémoires sur l'origine de l'auguste maison de Habsbourg, en français et en latin, Bade 1760, in quarto. Questa opera si trova anche alla fine del trattato diplomatico intitolato Charla qua probatur Adalbertum atavum imperatoris Rodolphi Ier fuisse IVerneri comitis ab Hapsburg filium.
- Lettre sur Guillaume Tell, adressée à Charles-Jean-François Hénault, Paris 1767, in dodicesimo di 60 pagine. In questa piccola opera consacrata alla memoria del fondatore della libertà elvetica, Zurlauben presenta la storia del grande avvenimento al quale presiedette Guglielmo Tell e sul quale la tragedia di Lemierre aveva fissato l'attenzione dell'opinione pubblica. Egli cita tutte le fonti che documentano l'episodio e rifiuta l'opinione dei critici che volevano metterne in dubbio l'autenticità. Zurlauben non aveva nulla di ciò che veniva richiesto dalla buona società. Egli aveva nel comportamento e nello spirito una goffaggine che la vita militare non aveva potuto cambiare; Mademoiselle de Lussan diceva di lui che era «un'immensa biblioteca il cui bibliotecario era uno sciocco». Zurlauben si mostrò uno dei nemici più accaniti del duca di Choiseul, che aveva conservato, dopo il suo ritiro dalla carica ministeriale, il titolo di "colonel des Suisses et Grisons". Egli fece anche un viaggio nella sua patria per designare i Cantoni da affidare ad un altro generale ma non vi riuscì.
- Table généalogique des maisons d'Autriche et de Lorraine et leurs alliances avec la maison de France, ibid., in ottavo
- Tableaux topographiques, pittoresques, physiques, historiques, moraux, politiques et littéraires de la Suisse, ibid., 1780-1786, vol. grande in folio, con 420 incisioni sulle vedute più belle della Svizzera, ristampate col titolo Tableaux de la Suisse, où Voyage pittoresque fait dans les treize cantons du corps helvétique, ibid., 1784-1788, vol. in quarto. Di questa esiste una terza edizione in quarto ma senza incisioni.
- Le Soleil adoré par les Taurisques sur le mont Gothard, Zurich, 1782, in quarto.
- Mémoire sur l'inscription d'une colonne militaire au bourg de Saint-Pierre-Montjoux, en Valais, ibid., in folio.
- Mémoire sur les Alpes pennines et sur le dieu Pennin ou Pœninus, avec vingt et une inscriptions inédites en l'honneur du dieu Pennin, sur le sommet du mont Pennin ou du grand Saint-Bernard, trouvées dans le temple de ce dieu (tedesco), ibid.
- Mémoire sur deux documents passés sous Rodolphe II de Bourgogne, roi de Bourgogne, ayant rapport à Genève, à Lausanne et au Pagus equestricus, avec des notes géographiques et diplomatiques (tedesco), ibid., 1784.
- Observations sur la Valteline et sur les terres que l'abbaye de Saint-Denis, en France, possédait dans ce pays sous l'empire de Charlemagne et de ses successeurs, dans les Preuves des tableaux topographiques, etc., de la Suisse, Paris; in folio.
- Observations sur un titre original de l'an 1255, dans lequel sont nommées les villes de Zurich, de Lucerne, de Zug, de Klingenau et de Meyenberg (tedesco), in: Muséum de la Suisse, Zurich 1787, in ottavo, ottava parte;

Memorie lette all'Académie des inscriptions et belles-lettres
- Quelles étaient les différentes acceptions des titres de [parola greca] et [due parole greche][1], que plusieurs villes prennent sur les médailles? Le droit d'asile devait-il toujours son origine à la religion? Son étendue était-elle partout la même; à qui était confié le soin de le maintenir? Quels sont les asiles qui ont subsisté sous la domination des Romains et quand ont-ils été abolis?
- Examen critique de l'histoire de Marie d'Aragon, femme d'Othon III. In questa memoria, letta all'Académie des inscriptions e inserita nella raccolta di questa società,(1756, t. 23, p. 220), l'autore tratta del fatto storico in questione, che a lui sembrava esser stato tratto dal passo della Genesi in cui si racconta di Giuseppe e della moglie di Putifarre. Secondo Goffredo da Viterbo, che scriveva verso la fine del XII secolo,  Maria d'Aragona, moglie dell'imperatore Ottone III, fece delle avances ad un signore della corte il quale la respinse; accusato poi da costei, l'uomo fu condannato a morte per ordine dell'imperatore. La vedova, dopo aver dimostrato l'innocenza del marito, chiese vendetta e la regina fu punita a sua volta con la morte. Due dipinti su tavola del celebre Hans Holbein il Giovane rappresentavano questo avvenimento, accompagnato da versi didascalici in fiammingo antico. Zurlauben, basandosi su alcuni storici contemporanei, dimostra l'assurdità di questo racconto.
- Histoire d'Arnaud de Cervole dit l'Archiprêtre. In questa memoria, letta all'Académie des inscriptions nel 1754 et inserita nel 1759, t. 25, p. 153, Zurlauben racconta le vicende di Arnaut, uno dei partigiani più intraprendenti del XIV sec.
- Abrégé de la vie d'Enguerrand VII e du nom, sire de Coud, avec un détail sur son expédition en Alsace et en Suisse. Questa memoria, letta nel 1757, è inserita nel tomo 25, p. 168.
- Sur une défense antique. Questa memoria, letta nel 1763, è inserita nel tomo 31, p. 301.
- Observations critiques sur la notice des diplômes, pubblicate dall'Abate di Foy; lette nel 1766 e inserite nel tomo 34, p. 170. Zurlauben dimostra che l'autore ha copiato pedissequamente le Stemmata Lotharingiae ac Barri ducum, Paris 1580, in folio di François de Rosières, e che la maggior parte dei documenti diplomatici sono, nell'uno e nell'altro compilatore, d'origine dubbia o falsificati.
- Charte de l'an 1553, qui prouve qu'Adalbert, comte de Habsbourg, bisaïeul de l'empereur Rodolphe Ier, était fils de Werner, comte de Habsbourg, avec une dissertation historique et critique, letta nel mese di maggio 1764 e inserita nel tomo 35, p. 677.
- Observations historiques sur l'origine et le règne de Rodolphe Ier, roi de la Bourgogne transjurane, et sur l'étendue de ce royaume, inserite nel tomo 36, p. 142. Iniziando questa memoria Zurlauben annuncia che esaminerà la discendenza del casato di Rodolfo I che nell'808 fondò il reame della Borgogna Transgiurana. Avrebbe poi continuato questo esame sugli altri punti riguardanti la storia del citato reame.
- Sur le tombeau du duc Conrad, fondateur du chapitre de Limbourg sur la Lahn, letto 1768 ed inserito nel tomo 36, p. 539.
- Sur une inscription dédiée à Mercure Marunus, découverte à Baden, en Argovie, ibid., p. 163.
- Sur une traduction allemande d'Onosander, stampata a Magonza, 1532, in folio. Questa traduzione, che Nicolaus Schwebel non ha mai conosciuto, presenta un intero capitolo che non si trova né nelle edizioni del testo greco né nelle versioni pubblicate fino ad oggi.
- Sur une traduction française de Valère-Maxime, ibid. Zurlauben aveva scoperto nell'abbazia benedettina di Rheinau, in Svizzera, la traduzione francese di Valerio Massimo, iniziata da Simon de Hesdin, su ordine di re Carlo V d'Asburgo, e terminata da Nicolas de Gonesse: era in due volumi in folio, scritta su carta ad eccezione di alcuni fogli in pergamena, con miniature dai vivi colori ancora molto ben conservati. Zurlauben affermava di aver visto nella biblioteca dei Gesuiti di Lovanio, una traduzione francese di Valerio Massimo in due volumi in folio, manoscritta e dedicata a un re Carlo. I caratteri gli sembrarono essere attribuibili al XIV sec.
- Sur un titre original de l'an 913, donato da Hatto I, arcivescovo di Magonza, ibid., p. 166.
- Observations sur le recueil qui a pour titre: Formulas Alsaticae, d'après un manuscrit de l'abbaye bénédictine de Rheinau, ibid., p. 176. Queste formule, in tutto ventisette, erano in particolare destinate al reame diAustrasia, come quelle di Marcolfo furono redatte secondo gli usi di Parigi e della Borgogna. La raccolta dell'Abbazia di Rheinau contiene non solo delle formule ma anche delle lettere inedite, preziose per la documentazione storica.
- Vision de Charles le Gras, roi de France et d'Italie, letta il 7 luglio 1769 ed inserita ibid., p. 207. Il monaco di Saint-Denis ed altri cronachisti hanno attribuito a Carlo il Calvo questa celebre visione nella storia francese. Zurlauben, basandosi sui manoscritti nei quali è citata, e comparando i fatti, mostra chiaramente che poteva essere attribuita soltanto a Carlo il Grosso.
- Observations sur un manuscrit de la bibliothèque du Roi qui contient les chansons des trouvères ou troubadours de la Souabe ou de l'Allemagne, depuis la fin du XIIe siècle jusque vers 1330, lette nel 1773 e inserite nel tomo 40, p. 154. Questa raccolta è il celebre Codex Manesse (nº 7266 della Biblioteca Nazionale di Parigi), di cui Zurlauben ricostruisce la storia, con dettagli bibliografici e letterari.
- Mémoire sur le traité de Dijon, letto nel 1774 e inserito nel tomo 41, p. 726. Questa memoria tratta di un fatto importante per la storia di Francia. Gli Svizzeri, vincitori nella battaglia di Novara, penetrarono in Borgogna e presero d'assedio Digione. Il comandante francese Louis de la Trémoille, troppo debole per mantenere la posizione, non vedendo altro modo per fermare gli Svizzeri e impedir loro di puntare verso Parigi, scese a patti e il 13 settembre 1513 concluse un trattato che il re Luigi XII ratificò, sebbene contrario. L'atto originale, redatto in tedesco su pergamena, fu scoperto nel secolo precedente da un contadino, sulle sponde del Lago di Zurigo, da cui pervenne poi nella biblioteca del presidente Bouhier a Digione. Zurlauben ne pubblicò la traduzione francese accompagnata da note, come pure il rapporto di La Trémoille e la lettera di Luigi XII a conferma del trattato.

Manoscritti
- Phalantide, ou les Aventures de Phalantus, législateur de Tarente, poème en douze chants, d'après le Télémaque allemand
- Histoire des Suisses et de leurs alliés, avec des notes historiques et critiques, depuis l'origine de ce peuple jusqu'à la mort de Rodolphe III, dernier roi de la Bourgogne transjurane, et continuée jusqu'à la fin du XIIIe siècle. (Vedi Monum. anecd., di Zapf; Henri Pfenninger, Hommes célèbres de l'Helvétie; Meister, Notices biographiques, Zurich 1784, t. 2, e soprattutto lo storico della Svizzera Jean de Millier che ha saputo più di ogni altro apprezzare i servigi che Zurlauben ha reso alla letteratura e alle scienze.